# Delfina Bunge
Delfina Bunge de Gálvez (* 24. Dezember 1881 in Buenos Aires; † 30. März 1952 in Alta Gracia) war eine argentinische Schriftstellerin und Dichterin.

## Familie
Delfina Bunge wuchs in einer wohlhabenden Familie auf, die der so genannten argentinischen oligarquía angehörte, eine politische und intellektuelle Elite, die sich im 19. Jahrhundert etablierte.
Ihre Mutter, María Luisa Arteaga (1853–1934), war Malerin und entstammte einer baskischen Händlerfamilie, die im 17. Jahrhundert nach Uruguay ausgewandert war. Ihr Vater, Octavio Bunge (1844–1910), war Richter am Obersten Gerichtshof in Buenos Aires. Bunges Großvater väterlicherseits war Karl August Bunge Rauschenbusch (1804‒1849), der 1827 nach Argentinien kam, um den Posten des preußischen Generalkonsuls anzutreten. Dort angekommen heiratete er in die lokale Elite ein und integrierte sich schnell in die sozialen Kreise um den zu dieser Zeit regierende Diktator Juan Manuel de Rosas.
Bunge hatte acht Geschwister, darunter den Ökonomen Alejandro Bunge, den sozialistischen Abgeordneten Augusto Bunge (Vater von Mario Bunge) sowie Jorge Bunge, der die Küstenstadt Pinamar gründete. Mit ihrer Schwester Julia Valentina Bunge, verheiratet de Uranga, und ihrem Bruder, dem Soziologen Carlos Octavio Bunge, teilte sie die Leidenschaft für das Schreiben. Mit der argentinischen Schriftstellerin Victoria Ocampo war Bunge eng befreundet.
Bunges Jugend war geprägt durch eine strenge katholische Erziehung und viktorianische Werte. Im Jahr 1910 heiratete sie Manuel Gálvez, der ebenfalls Schriftsteller war und wie Bunge ideologisch dem konservativ katholischen Lager zuzuordnen ist. Sie hatten drei gemeinsame Kinder, darunter die Architektin Delfina Gálvez Bunge de Williams (1913–2014).

## Werdegang
Ihren ersten Text, ein Sittenstück, veröffentlichte Bunge im Jahr 1904 auf Französisch in der Pariser Zeitschrift Fémina unter dem Pseudonym Marguerite. Bunges literarisches Debüt war ein Skandal in der damaligen gehobenen Gesellschaft von Buenos Aires, in der Frauen weder arbeiten noch im Fokus der Öffentlichkeit stehen sollten. Ihr Essay wurde schließlich auch in der argentinischen Zeitschrift Ideas, die von ihrem späteren Ehemann Manuel Gálvez geführt wurde, gedruckt. Die Ausgabe war innerhalb von zwei Wochen ausverkauft, das einzige Mal in der Geschichte der Zeitschrift.
In den folgenden Jahren schrieb Bunge zahlreiche Essays und Gedichte. Die Grundlage für ihre Texte sind umfangreiche Tagebücher über ihr soziales Umfeld, ihre Familie und täglichen Gedanken, die Bunge seit ihrem 15. Lebensjahr führte. Ihre Tagebücher geben einen Einblick in die Sitten, Vorstellungen und Persönlichkeiten der argentinischen Oberklasse zur Jahrhundertwende.
Zusammen mit ihrer Schwester Julia Valentina Bunge de Uranga verfasste sie eine Reihe von Grundschullehrbüchern mit Beispielen aus ihrer eigenen Familiengeschichte. Bunges erzieherische Werke fallen in eine Zeit, in der Bildung, vor allem während der Primarstufe, als Mittel zur ideologischen, patriotischen Erziehung gesehen wurde.
Nach dem Putsch im Jahr 1943 verabschiedete die neue Militärregierung ein Dekret, das katholischen Unterricht in staatlichen Schulen zur Pflicht machte. Ziel war es, Kinder und Jugendliche von sozialistischem und kommunistischem Gedankengut fernzuhalten. Bunge begrüßte das Dekret, weil es in ihre Vorstellung von sozialer Gerechtigkeit passte. Sie betonte, dass nun alle Kinder unabhängig ihrer Herkunft eine katholische Erziehung erhalten konnten.
Während des Zweiten Weltkrieges veröffentlichte Bunge in der katholischen Zeitschrift Criterio antisemitische Texte, in denen sie Juden beschuldigte, die christliche argentinische Gesellschaft zu unterwandern. Ebenso lehnte sie es ab, sich von Deutschland zu distanzieren.
In ihren Essays betonte Bunge die Wichtigkeit der Gleichstellung von Frauen durch die Berufung auf Persönlichkeitsrechte und soziale Gerechtigkeit. Gleichzeitig bekräftigte sie die Rolle der Frau als Mutter innerhalb der katholischen Familie. In diesem Sinne unterstützte sie die nationalistisch populistische Regierung Juan Peróns, als dieser 1946 zum Präsidenten gewählt wurde. Obwohl Peróns Politik die Macht der katholischen Kirche zunehmend beschnitt, war das peronistische Verständnis von sozialer Gerechtigkeit stark geprägt von der katholischen Soziallehre und wies einige Überschneidungen mit den Ideen des katholischen Integralismus auf. Bunge sah in Perón den idealen „Beschützer“ der Massen, der der Arbeiterklasse und den Frauen ökonomische und politische Rechte zusprach, jedoch nicht die traditionellen sozialen Hierarchien zunichtemachte.
Bunge starb im Alter von 71 Jahren in Alta Gracia, wo sie seit ihrer Jugend ihre Ferien verbrachte. In diesem Ort hatte sie 1916 zusammen mit ihrer Freundin Guillermina Achával Rodríguez eine Lourdesgrotte zu Ehren der Jungfrau Maria gestiftet. Die dazugehörige Kapelle wurde von ihrem Bruder, dem Architekten Jorge Bunge, entworfen.

## Werke (Auswahl)
- Simplement (auf Französisch), Alphonse Lemerre, 1911.
- El Arca de Noé: libro de lectura. Segundo grado, Buenos Aires, Cabaut, 1916.
- Cuentos de Navidad, (Cuento: El oro el incienso y la mirra de D.B.) junto a otros cuentistas, Buenos Aires, 1917.
- La Nouvelle moisson, (auf Französisch) Buenos Aires: Cooperativa Editorial Limitada, 1918.
- Poesías, Buenos Aires: Ediciones Selectas América, 1920.
- Tierras del mar azul, viajes, Buenos Aires, América Unida, 1920.
- El Alma de los niños, religión, Buenos Aires: Agencia General de Librería y Publicaciones, 1921.
- Las Imágenes del infinito, ensayo, Buenos Aires: Agencia General de Librería y Publicaciones, 1922. (Premio Municipal)
- El Tesoro del mundo, Buenos Aires: Mercatali, 1923.
- Oro, incienso y mirra, religión, Buenos Aires, Mercatali, 1924.
- Los malos tiempos de hoy, Buenos Aires, 1926.
- Escuela: lecturas escolares para tercer grado (zusammen mit Julia Bunge), Buenos Aires, Cabaut, 1933.
- Hogar (zusammen mit Julia Bunge), Buenos Aires, Cabaut, 1933.
- Lectura para cuarto grado escolar. Buenos Aires: Cabaut, 1933
- Hogar y patria: libro de lectura para 5º grado, Es el "Libro quinto" de la serie: "Lecturas graduadas". – Incluye una "Carta Epílogo" del Dr. Ernesto Padilla, Buenos Aires, H.M.E., 1933.
- El Reino de Dios, Buenos Aires: Santa Catalina, 1934.
- La Belleza en la vida cotidiana, ensayos, Santiago de Chile, Ercilla, 1936.
- Lecturas, cuarto grado escolar, Buenos Aires, Cabaut, 1936.
- Iniciación literaria, Buenos Aires, H.M.E., 1937.
- Nociones de religión católica: catecismo único: mi primer libro de religión, [s. l.] : [s.n.], 1938.
- Viaje alrededor de mi infancia. Ensayo. Buenos Aires. Imp. López. 1938.
- Dios y yo, Buenos Aires, El Libro, 1940.
- Catolicismo de Guerra, (Folleto, 16p.), Buenos Aires, 1942.
- Las Mujeres y la vocación, Buenos Aires, Poblet, 1943.
- La Vida en los sueños, Buenos Aires, Emecé, 1943, 1951.
- En Torno a León Bloy: Algunos aspectos de la vida y la muerte de León Bloy, Biografías, Buenos Aires: Club de Lectores, 1944.
- Cura de estrellas, (máximas), Buenos Aires: Emecé, 1949.
- Viaje a rededor de mi infancia, Buenos Aires, Peuser, 1956. Cuatro ediciones.
- Poesías, prol. José Enrique Rodó y Alfonsina Storni, trad., (s. l.): (s.n.), (1920).
- Seis villancicos de Navidad y Reyes, (s. l.): (s.n.), (19–).